# Spermacoce stachydea
Spermacoce stachydea är en måreväxtart som beskrevs av Dc.. Spermacoce stachydea ingår i släktet Spermacoce och familjen måreväxter. Inga underarter finns listade i Catalogue of Life.